# Oscar von Gebhardt
Oscar Leopold von Gebhardt (* 22. Juni 1844 in Wesenberg, Estland; † 9. Mai 1906 in Leipzig) war ein deutscher evangelischer Theologe und Bibliothekar.

## Leben

### Herkunft und Familie
Im Alter von fast drei Jahren verlor Oscar von Gebhardt seine Mutter Therese Marie, geb. Rinne, es war im März 1847. Am 10. November 1847 starb sein Vater, der Schulinspektor Alexander von Gebhardt. Nach dem Tod seiner Eltern nahm ihn sein Onkel Ferdinand Theodor von Gebhardt (1803–1869), Pfarrer in St. Johannes (Estland) und Vater von Eduard von Gebhardt, auf.
Gebhardt war verheiratet mit Jenny von Gebhardt, geborene Schindler, Tochter des Kaufmanns Adalbert Schindler. Ein Sohn war der Genealoge und Archivar Peter von Gebhardt.

### Werdegang
Er besuchte das Arensburger Gymnasium auf der Insel Ösel. Seit 1862 studierte Gebhardt an der Kaiserlichen Universität Dorpat (hier wurde er Mitglied der Estonia) und in Leipzig, Tübingen, Erlangen und Göttingen Theologie. Nach diesen Studien widmete er sich der griechischen Handschriftenkunde und dem Bibliotheksfach. Ab Mai 1875 war Gebhardt Volontär an der Bibliothek in Straßburg. Im Oktober 1875 wurde er zum Assistenten an der Universitätsbibliothek Leipzig berufen. Gebhardt arbeitete seit Oktober 1876 als Kustos und ab Januar 1877 als Unterbibliothekar in Halle. Im Januar 1880 ging er als Unterbibliothekar nach Göttingen und wurde im Mai 1884 zum Bibliothekar an der Königlichen Bibliothek in Berlin berufen. Seinen Professortitel erhielt Gebhardt im Januar 1889. Er übernahm im September 1891 als Direktor die Druckschriftenabteilung der Königlichen Bibliothek. Im April 1893 wurde er an der Universitätsbibliothek in Leipzig Oberbibliothekar und an der Universität Leipzig Honorarprofessor für Buch- und Schriftwesen. In der Leipziger Universitätsbibliothek erhielt er im Mai 1901 den Direktorentitel. Seit 1896 war er ordentliches Mitglied der Königlich Sächsischen Gesellschaft der Wissenschaften.
Gebhardt zählte zu den bedeutendsten Kennern griechischer Handschriften und war ein hervorragender Forscher auf dem Gebiet des Neuen Testaments und der altchristlichen Literatur. Zusammen mit Adolf Harnack gab er 30 Bände der Texte und Untersuchungen zur Geschichte der altchristlichen Literatur heraus. Ein Nachruf von seinem Kollegen und Freund Adolf Harnack lässt erahnen, mit welcher Sorgfalt er seine Arbeit verrichtete und welche Rolle er im Wissenschaftsbetrieb seiner Zeit spielte.
Sein Nachlass wurde von Harnack gesichtet und von Ernst von Dobschütz inventarisiert und ging dann an die Königliche Bibliothek zu Berlin.

## Schriften
- Graecus Venetus. Pentateuchi, Proverbiorum, Ruth, Cantici, Ecclesiastae, Threnorum Danielis versio Graeca. Brockhaus, Leipzig 1875.
- zusammen mit Adolf v. Harnack und Theodor von Zahn: Patrum apostolicorum opera textum ad fidem codicum et Graecorum et Latinorum adhibitis praestantissimis editionibus. Hinrichs, Leipzig 1877.
- zusammen mit Adolf v. Harnack: Evangeliorum codex Graecus purpureus Rossanensis itteris argenteis sexto ut videtur saeculo scriptus picturisque ornatus; seine Entdeckung, sein wissenschaftlicher und künstlerischer Werth. Giesecke & Devrient, Leipzig 1880.
- Das Neue Testament. Testamentum Novum griechisch nach Tischendorfs letzter Recension und deutsch nach dem revidierten Luthertext; mit Angabe abweichender Lesarten beider Texte und ausgewählter Parallelstellen Novum Testamentum Graece et Germanice. Tauchnitz, Leipzig 1881.
- The Miniatures of the Ashburnham Pentateuch. London 1884, OCLC 16220100.
- Ein Codex Corvinianus in der Universitätsbibliothek zu Göttingen. In: Zentralblatt für Bibliothekswesen, Jg. 1, 1884, S. 133–150.
- Ein Bücherfund in Bobbio. In: Zentralblatt für Bibliothekswesen, Jg. 5, 1888, S. 343–361 (Digitalisat).
- als Hrsg. mit Adolf Harnack: Texte und Untersuchungen zur Geschichte der altchristlichen Literatur. Hinrichs, Leipzig 1892.
- Das Evangelium und die Apokalypse des Petrus. Die neuentdeckten Bruchstücke; nach einer Photographie der Handschrift zu Gizeh. Hinrichs, Leipzig 1893.
- Eine angeblich verborgene griechisch-lateinische Evangelienhandschrift. In: Zentralblatt für Bibliothekswesen, Jg. 10 (1893), S. 28–34 (online).
- Die Psalmen Salomo’s. Zum 1. Male mit Benutzung der Athoshandschriften und des Codex Casanatensis. Hinrichs, Leipzig 1895.
- Acta martyrum selecta. Ausgewählte Märtyrerakten und andere Urkunden aus der Verfolgungszeit der christlichen Kirche. Duncker, Berlin 1902.
- Passio S. Theclae virginis. Die lateinischen Übersetzungen der Acta Pauli et Theclae. Hinrichs, Leipzig 1902.
- Die Akten der edessenischen Bekenner Gurjas, Samonas und Abibos . Acta sanctorum confessorum Guriae et Samonae, postum hg. von Ernst von Dobschütz. Hinrichs, Leipzig 1911.